# Карбоксамідини
Карбоксамідини (рос. карбоксамидины, англ. carboxamidines) —
- 1. Хімічні сполуки зі структурою RC(=NR)NR2.
- 2. Суфікс у систематичній номенклатурі для означення групи –C(=NH)NH2. Приміром, ацетамідин СН3C(=NH)NH2.[1]